# Морени
Морени (рум. Moreni) — город в Румынии, в жудеце Дымбовица.
С начала XX века Морени становится важным центром нефтедобычи и нефтепромышленности, сохраняя данный статус и по сей день.

## Галерея
- Добыча нефти, 1920-е

## Города-побратимы
- Торреш-Новаш (Португалия)